# عبد السلام إبراهيم
عبد السلام إبراهيم (مواليد 8 فبراير 1991 في غوريسيل - الصومال) لاعب كرة قدم نرويجي من أصل صومالي يلعب حاليا لصالح نادي الدرجة الممتازة مانشستر سيتي الإنجليزي منذ 2007 في مركز الوسط المحوري .

## روابط خارجية
- عبد السلام إبراهيم على موقع اتحاد النرويج (النرويجية)
- عبد السلام إبراهيم على موقع قاعدة بيانات كرة القدم.إي يو (الإنجليزية)
- عبد السلام إبراهيم على موقع ناشيونال فوتبول تيمز (الإنجليزية)
- عبد السلام إبراهيم على موقع Soccerbase.com (لاعب) (الإنجليزية)
- عبد السلام إبراهيم على موقع Soccerway.com (الإنجليزية)
- عبد السلام إبراهيم على موقع عالم كرة القدم.نت (الإنجليزية)
- عبد السلام إبراهيم على موقع كووورة
- عبد السلام إبراهيم على موقع AS.com (الإسبانية)